# Propalticus indicus
Propalticus indicus is een keversoort uit de familie Propalticidae. De wetenschappelijke naam van de soort is voor het eerst geldig gepubliceerd in 1978 door Sen Gupta.